# Cameron Todd Willingham
Cameron Todd Willingham, född 9 januari 1968 i Ardmore, Oklahoma, död 17 februari 2004 i Huntsville, Texas, var en amerikansk man som dömdes till döden för att 1991 ha mördat sina tre barn – tvååriga Amber Louise och ettåriga tvillingarna Karmen Diane och Kameron Marie – genom att anlägga en mordbrand i bostaden i Corsicana i Texas. Willingham avrättades med giftinjektion 2004, men sedan dess har bevisningen och domen ifrågasatts.